# Wojciech Okrasiński
Wojciech Kazimierz Okrasiński (ur. 27 marca 1950 w Rawiczu, zm. 6 czerwca 2020) – polski matematyk, prof. dr hab.

## Życiorys
W 1973 ukończył studia matematyczne na Uniwersytecie Wrocławskim. Następnie podjął pracę na macierzystej uczelni, w Instytucie Matematycznym. W 1979 obronił pracę doktorską 0 pewnej klasie nieliniowych równań splotowych napisaną pod kierunkiem Hanny Marcinkowskiej. 27 czerwca 1994 habilitował się na podstawie pracy zatytułowanej O pewnej klasie nieliniowych równań całkowych typu Volterry. Od 1997 pracował na Politechnice Zielonogórskiej (w 2001 uczelnia ta weszła w skład nowo utworzonego Uniwersytetu Zielonogórskiego). Od 2007 pracował na Politechnice Wrocławskiej, początkowo na Wydziale Podstawowych Problemów Techniki Politechniki Wrocławskiej, od 2015 na Wydziale Matematycznym PWr. 26 kwietnia 2004 nadano mu tytuł profesora w zakresie nauk matematycznych.
Był kierownikiem Zakładu Matematyki Przemysłowej na Wydziale Matematyki, Informatyki i Ekonometrii Uniwersytetu Zielonogórskiego.
Był członkiem Komitetu Narodowego do spraw Współpracy z Europejskim Towarzystwem Matematycznym (ETM) Polskiej Akademii Nauk.
Pochowany na cmentarzu parafialnym we Rawiczu.